# Niederländische Botschaft Kiew
Die Botschaft des Königreichs der Niederlande in der ukrainischen Hauptstadt Kiew ist der Sitz der diplomatischen Vertretung der Niederlande, Arubas, Sint Maartens und Curaçaos für die Ukraine und Moldawien.

## Geschichte
Die Niederlande erkannten die Unabhängigkeit der Ukraine am 31. Dezember 1991 an, die diplomatischen Beziehungen wurden am 1. April 1992 aufgenommen und die Botschaft im Herbst 1992 eröffnet.
Erster Botschafter der Niederlande in Kiew war Robert Serry. Seit 2019 ist Jennes de Mol niederländische Botschafter in der Ukraine.

## Lage
Die niederländische Botschaft in Kiew befindet sich seit 2001 im Stadtrajon Podil in gleichnamigen Stadtviertel an der Pyrohoschtscha-Kirche auf dem Kontraktowa-Platz Nummer 7.
Niederländische Konsulate in der Ukraine befinden sich in den Städten Lemberg und Donezk.

## Botschaftsgebäude
Das Botschaftsgebäude am Kontraktowa-Platz war der erste Botschaftsneubau  nach der ukrainischen Unabhängigkeit. Es wurde 2001 auf einer der letzten Kriegsbrachen in Podil erbaut und folgt der Baulinie des zerstörten Vorgängerbaus. Das vierstöckige Bauwerk verzichtet auf historisierende Details und hat eine mit Naturstein verkleidete Fassade.